# Allactoneura ussuriensis
Allactoneura ussuriensis är en tvåvingeart som beskrevs av Zaitzev 1981. Allactoneura ussuriensis ingår i släktet Allactoneura och familjen svampmyggor. Inga underarter finns listade i Catalogue of Life.